# Musée Abderrahman-Slaoui
Pour les articles homonymes, voir Slaoui.
Le musée Abderrahman-Slaoui, qui porte le nom d'un homme d'affaires et collectionneur d'art décédé en 2001, est un musée de Casablanca, au Maroc, créé par la Fondation Abderrahman Slaoui et ouvert depuis mai 2012. Il expose notamment en permanence les collections de feu Abderrahman Slaoui: affiches anciennes, bijoux marocains en or, œuvres du peintre figuratif Mohamed Ben Ali R'bati, objets en cristal, etc.
Le musée abrite, tout au long de l'année, des expositions temporaires mettant en scène des artistes contemporains marocains, et offre une multitude d'ateliers artistiques.

## La collection permanente

### Les affiches orientalistes
Une importante collections d'affiches orientaliste, datant du protectorat et retraçant plus de 100 ans de création. Réalisés par de grands peintres et affichistes tels Dinet, Majorelle et de la Nézière, qui participent à cet age d'or de l'affiche orientaliste, ces affiches revisitent une partie de l'histoire du Maroc et illustrent en premier lieu des publicités de produits, pour après être utilisés par les agences et les sociétés de transport pour promouvoir leurs destinations nord-africaines.
Cette collection qui a droit à une exposition itinérante à travers le monde, est aujourd'hui accessible à travers la publication d'un livre en 1998 intitulé L'affiche orientaliste: 100 ans de création.

## Expositions temporaires
Le musée Abderrahman Slaoui est doté d'une salle destinée aux expositions temporaires, où il abrite plusieurs fois par an des expositions d'artistes marocains contemporains dont les réalisations artistiques sont axées autour de la culture marocaine et dialoguent avec les objets de la collection permanente. Parmi les artistes qui ont exposé au musée :

| - Hicham Gardaf - Gabriel Veyre - Zineb Andress Arraki - Amina Benbouchta - Hicham Berrada - Simohammed Fettaka - Driss Ksikes - Leila Alaoui - Reda Cherif - Ghita Ibn Mansour | - Hicham Benohoud - Kader Attia - Fouad Bouchoucha - Jordi Colomer - Mohssin Harraki - Moussa Sarr - Youssef El Yedidi - Bernard Plossu - Rita Alaoui - Zineb Andress Arraki | - Yassine Balbzioui - Mounat Charrat - Hassan Echair - Youssouf El Alamy - Fatima Mazmouz - Khalil Nemmaoui - Fatiha Zemmouri - Zoulikha Bouabdellah - Clara Carvajal - Safaa Erruas | - Maria Gimeno - Marina Vargas - Stephan Zaubitzer - Said Afifi - Julie Bernet-Rollande - Badr El Hammami - Mariam Abouzid Souali - Nabil boutros - Mouna Jemal Siala - Ghita Skali | - Ymane Fakhir - Caroline Trucco - Khalil El Gherib - Daoud Aoulad-Syad - Yasmina Bouziane - Mohamed El mourid - Lalla Essaydi - Héla Ammar |

## Les ateliers artistiques
Depuis son couverture, le Musée Abderrahman Slaoui a fait des ateliers artistiques une partie essentielle de son travail de médiation, ces ateliers servent non seulement à apprendre aux gens le processus de la création artistique, mais aussi les rapproche et les aide à mieux apprécier les objets de la collection du musée.
Les ateliers calligraphie arabe dispensés chaque samedi, offrent aux participants une réelle opportunité de se spécialiser en écriture maghrébine. 

## Liens externes

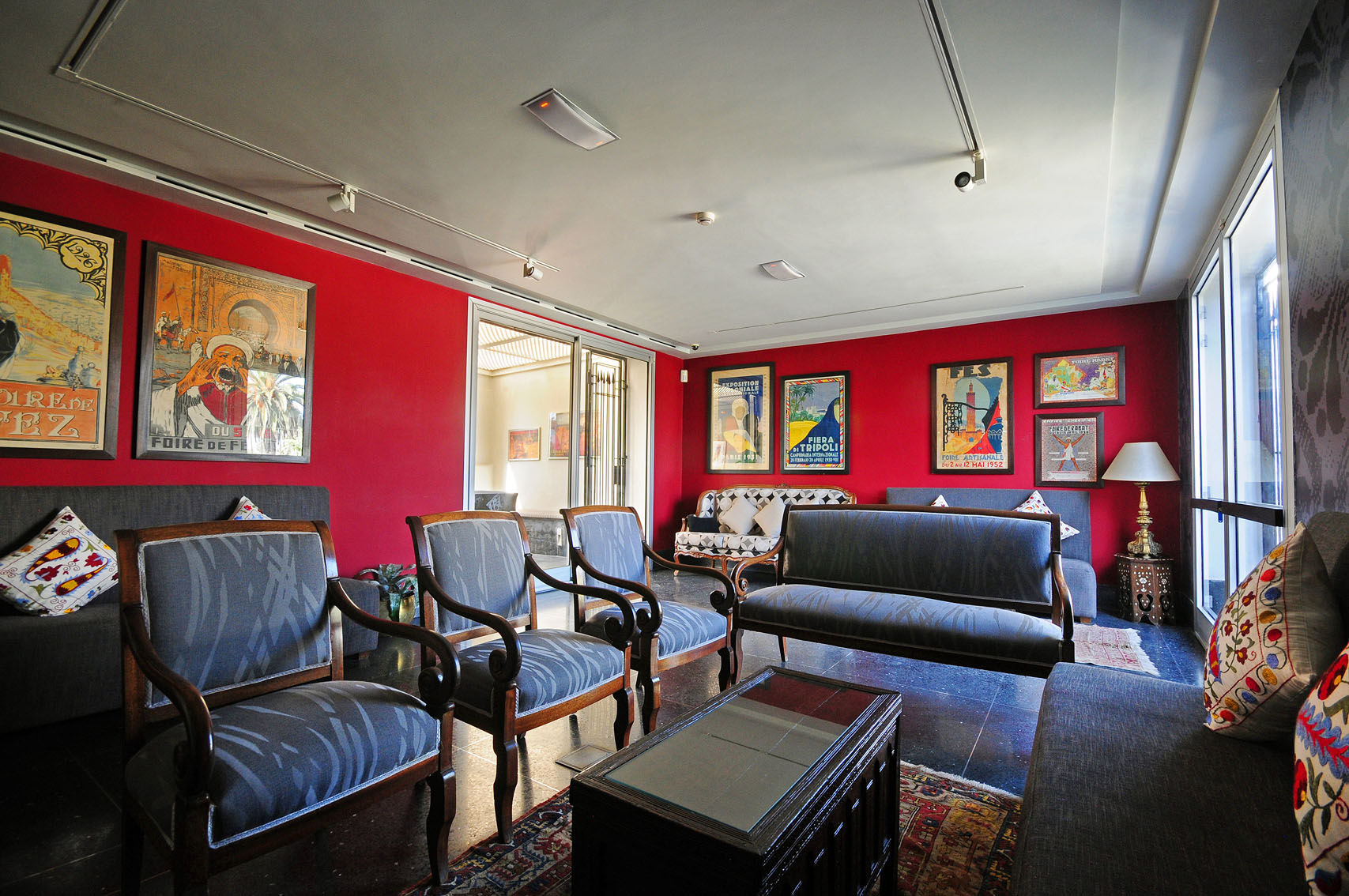
Le Café du Musée